# ديون وائتمانات
ديون وائتمانات في الاقتصاد (بالإنجليزية: Debit and credit)‏ هي تعبيرات اقتصادية تستخدم في المحاسبة ومسك الدفاتر. وهي الأعمدة الرئيسية للمحاسبة، حيث أنها تعرف تسجيل عملية التداول المالي بوجهيها: الديون وتسديد الديون في نظام المحاسبة.
و الدين  في المحاسبة، تعني مبلغا مقيدا في جانب الأصول (الموجودات) في الحساب أو في دفتر الأستاذ. ويمثل المبلغ المدين أصلا أو موجودات يمكن أن تحققها أوتحصل عليها الشركة أو المصرف أو المؤسسة صاحبة الدفتر الحسابي، كما يمثل التزاما أو دينا على الشخص أو الشركة أو المودع الذي فتح الحساب باسمه. وتستعمل الكلمة أيضا كفعل بمعنى «يقيد» بندا أو مبلغا على حساب شخص.
والائتمان في الحسابات تعني القيد الذي يوضع في جانب الالتزامات في دفتر الأستاذ. أو في الحساب. فالمبلغ الدائن يمثل التزاما على الشركة أو المصرف أو المؤسسة صاحبة الحساب، ويمثل أصلا للشخص أو الشركة أو المودع الذي قيد هذا الحساب باسمه.
ويعني الائتمان في الأعمال المالية المبلغ المقترض أو المستلف أو المستحق للدائن. وهي عكس «مبلغ مدين».
- وكلمة ائتمان كلمة عربية وتعني تأمين شخص ما على ممتلكات.[1]

## المرجع
1. ↑  Team, Almaany. "تعريف و معنى ائتمان بالعربي في معجم المعاني الجامع، المعجم الوسيط ،اللغة العربية المعاصر  - معجم عربي عربي - صفحة 1". www.almaany.com (بالإنجليزية). Archived from the original on 2018-10-07. Retrieved 2018-03-09.

- معجم الممصطلحات الاقتصاد والمال وإدارة الأعمال، (إنجليزي - عربي)، إعداد المحامي نبيه غطاس، مكتبة لبنان.